# 張本濟
張本濟（1431年—？），字汝楫，湖廣荊州府潛江縣人，明朝政治人物。同進士出身。

## 生平
湖廣鄉試第九十九名。天順元年（1457年）丁丑科會試第二百四十六名，殿試登進士第三甲第五十四名。曾任河南洛阳县知县、山西蒲州知州。

## 家族
曾祖張萬勝。祖父張友仍。父張頙。